# Bară de torsiune
Suspensia cu Bară de torsiune este un tip de suspensie care este folosită la vehiculele grele sau vehiculele care necesită modificarea gărzii de la sol. Este formată dintr-o bară de metal care funcționează ca un arc, aceasta este atașată ferm la un capăt de șasiu, celălalt capăt al barei poate fi atașat la ax, la brațul de suspendare sau de fus. Mișcarea verticală a roții determină bara să se răsucească în jurul axei sale, aceasta este opusă de rezistența barei la torsiune. Eficiența barei ca arc este determinată de lungime, secțiunea transversală, forma și materialul din care este făcută.

## Avantaje și dezavantaje
Principalele avantaje ale suspensiei cu bare de torsiune sunt durabilitatea, reglarea ușoară a gărzii la sol și profilul mic de-a lungul lățimii vehiculului. Ocupă mai puțin din volumul interior al vehiculului comparat cu arcurile elicoidale. Dezavantajul barelor de torsiune, spre deosebire de arcurile elicoidale, este că nu pot oferi o caracteristică progresivă comparabilă. În cele mai multe mașini cu acest tip de suspensie schimbarea barelor de torsiune pentru obținerea unei caracteristici este mai ușor de realizat decât reglarea manuală.

## Utilizate
Suspensia cu bare de torsiune este folosită la vehicule de lupta gen T-72 (multe dintre tancurile din Al Doilea Război Mondial), pe SUV-uri produse de Ford, Dodge, GM, Mitsubishi, Mazda și Toyota. Producătorii schimbă bara de torsiune pentru a ajusta garda de sol, de obicei pentru a compensa greutatea mai mică sau mai mare a motorului. Garda la sol poate fi ajustată prin rotirea șuruburilor de reglare.